# 18242 Піблс
18242 Піблс (18242 Peebles) — астероїд головного поясу, відкритий 29 вересня 1973 року.
Тіссеранів параметр щодо Юпітера — 3,539.
Названо іменем Джима Піблса (англ. Jim Peebles, нар. 1935) — канадського і американсского фізика, що працює в галузі теоретичної космології, почесного наукового професора імені Альберта Ейнштейна (англ. Albert Einstein Professor of Science Emeritus) Принстонського університету.